# Nhà bếp phụ
Ở Philippines, nhà bếp phụ là khu bếp ngoài trời, thường được xây thêm bên cạnh nhà chính. Mục đích của nó là giữ cho khu vực nấu nướng tách biệt khỏi không gian trong nhà, giúp hạn chế nguy cơ cháy nổ và tránh mùi khó chịu từ hải sản, thịt sống hay các món có mùi nặng như sisig. Nhà bếp này cũng ngăn khói, bụi và dầu mỡ xâm nhập vào nhà, đồng thời giảm thiểu sự xuất hiện của côn trùng. Hơn nữa, việc nấu ăn ngoài trời giúp nhiệt lượng từ việc nấu không làm nóng thêm không gian trong nhà, điều này rất phù hợp với khí hậu nóng bức ở Philippines.
Nhà bếp phụ cũng thường được sử dụng để giặt giũ, vì gần không gian ngoài trời, thuận lợi cho việc phơi đồ và dọn dẹp.